# Lampi sul Messico
Lampi sul Messico è un film di Sergej Michajlovič Ėjzenštejn del 1933, girato in Messico con finanziamenti statunitensi.

## Trama
Ai primi del Novecento, un uomo lavora in una fattoria il cui padrone adotta metodi schiavistici non disdegnando di usare la violenza sui suoi dipendenti. Quando il padrone arriva a violentare la fidanzata del protagonista, questi si ribella fuggendo via dalla fattoria e dandosi alla macchia. Verrà però in seguito catturato e sepolto nella terra fino alla cintura per poi essere calpestato dai cavalli.

## Produzione
Lampi sul Messico è uno dei 4 film (gli altri sono Eisenstein in Mexico, Death Day e Time in the Sun) realizzati tramite l'uso del materiale girato da Ejzenštejn con fondi statunitensi in Messico durante la produzione di Que viva Mexico!. Il regista russo venne bloccato dalla carenza di fondi e non riuscì a completare l'opera giunta ormai quasi al termine. In seguito i produttori americani, per cercare di recuperare parte dell'investimento, usarono le sequenze di Ejzenštejn per la realizzazione delle 4 pellicole sopra citate. Lampi sul Messico è l'unica delle 4 ad essere stata accreditata al regista sovietico.